# Austrolimnophila sternolobata
Austrolimnophila sternolobata är en tvåvingeart som beskrevs av Alexander 1957. Austrolimnophila sternolobata ingår i släktet Austrolimnophila och familjen småharkrankar.
Artens utbredningsområde är Bolivia. Inga underarter finns listade i Catalogue of Life.